# AS Roma 1990/1991
Sezon 1990/1991 klubu AS Roma.

## Sezon
Tuż po rozpoczęciu sezonu 1990/1991 karierę zakończył Bruno Conti, a w jego trakcie dwaj gracze Romy, Angelo Peruzzi i Andrea Carnevale zostali zdyskwalifikowani z powodu zażywania niedozwolonych substancji. Nowy trener Ottavio Bianchi zajął z Romą 9. pozycję w lidze i zdobył Puchar Włoch. Sukces osiągnął także w Pucharze UEFA doprowadzając "giallorossich" do finału, w którym jednak rzymianie okazali się gorsi od Interu Mediolan przegrywając 0:2 i wygrywając 1:0.

## Rozgrywki
- Serie A: 9. miejsce
- Puchar Włoch: zwycięstwo
- Puchar UEFA: finał

## Skład i ustawienie zespołu
| W SEZONIE 1990/1991 |          |                |       |      |
| Imię i nazwisko     | Kraj     | Data urodzenia | Mecze | Gole |
| Trener              |          |                |       |      |
| Ottavio Bianchi     | Włochy   | 06.10.1943     |       |      |
| Bramkarze           |          |                |       |      |
| Giovanni Cervone    | Włochy   | 16.11.1962     | 21    | 0    |
| Angelo Peruzzi      | Włochy   | 16.02.1970     | 3     | 0    |
| Giuseppe Zinetti    | Włochy   | 22.06.1958     | 10    | 0    |
| Obrońcy             |          |                |       |      |
| Aldair              | Brazylia | 30.11.1965     | 29    | 2    |
| Thomas Berthold     | Niemcy   | 12.11.1964     | 30    | 1    |
| Amedeo Carboni      | Włochy   | 06.04.1965     | 30    | 1    |
| Antonio Comi        | Włochy   | 26.07.1964     | 18    | 0    |
| Manuel Gerolin      | Włochy   | 09.02.1961     | 25    | 0    |
| Sebastiano Nela     | Włochy   | 13.03.1961     | 28    | 1    |
| Stefano Pellegrini  | Włochy   | 06.07.1967     | 14    | 0    |
| Dario Rossi         | Włochy   | 14.11.1972     | 1     | 0    |
| Antonio Tempestilli | Włochy   | 08.10.1958     | 22    | 1    |
| Pomocnicy           |          |                |       |      |
| Bruno Conti         | Włochy   | 23.03.1955     | 0     | 0    |
| Stefano Desideri    | Włochy   | 03.07.1965     | 28    | 3    |
| Fabrizio Di Mauro   | Włochy   | 18.06.1965     | 27    | 2    |
| Giuseppe Giannini   | Włochy   | 20.08.1964     | 24    | 3    |
| Giampiero Maini     | Włochy   | 22.09.1971     | 1     | 0    |
| Giovanni Piacentini | Włochy   | 09.04.1968     | 20    | 0    |
| Fausto Salsano      | Włochy   | 19.12.1962     | 29    | 4    |
| Napastnicy          |          |                |       |      |
| Andrea Carnevale    | Włochy   | 12.01.1961     | 5     | 4    |
| Roberto Muzzi       | Włochy   | 21.09.1971     | 15    | 3    |
| Ruggiero Rizzitelli | Włochy   | 02.09.1967     | 24    | 5    |
| Rudi Völler         | Niemcy   | 13.04.1960     | 30    | 11   |